# The Kinsey Report
The Kinsey Report är ett amerikanskt bluesband, bildat 1984 i Gary, Indiana. Det var ursprungligen ett kompband åt bluesmusikern Big Daddy Kinsey, bestående av dennes söner  Donald (sång, gitarr), Ralph (trummor) och Kenneth Kinsey (bas) samt vännen Ronald Prince (gitarr). 
Bandet medverkade på Big Daddy Kinseys album Bad Situation 1985, som Big Daddy Kinsey & the Kinsey Report, innan de 1987 gav ut sitt första album på egen hand, Edge of the City.

## Diskografi
- 1987 – Edge of the City
- 1989 – Midnight Drive
- 1991 – Powerhouse
- 1993 – Crossing Bridges
- 1998 – Smoke and Steel